# 广州协和学校
广州协和学校是中国广州市荔湾区的一所涵盖小学至高中的十二年一体学校，由原广州市协和中学和原广州市协和小学合并而成，是广州市教育局直属重点学校、广东省国家级示范性普通高中、广东省教学水平优秀学校、广东省一级学校、广东省中小学心理健康教育示范学校、广东省中小学德育课题研究基地、广东省现代教育技术实验学校、广州市高中新课程实验样本学校、国家曲棍球奥林匹克后备人才基地学校。广州协和学校前身为创办于1911年的私立协和女子中学和创办于1921年的广州市立师范学校，在上百年的办学过程中培养出了黄翠芬、李绍珍等院士和关山月、廖冰兄、欧阳山等著名艺术家、文学家以及一大批优秀教师和各行各业的专家、学者。学校于2022年，由原广州市协和中学，广州市协和小学合并而成。
协和在1949年后校名多番变更，直至2001年才恢复“协和”二字；但其校徽被换成“阿拉丁神灯”后仍保持至今。协和原本的粤拼英文校名“Heep Woh”依旧没有恢复，校歌也未从普通话版恢复至正统的广州话，而香港四分校则一直沿用至今。

## 概况

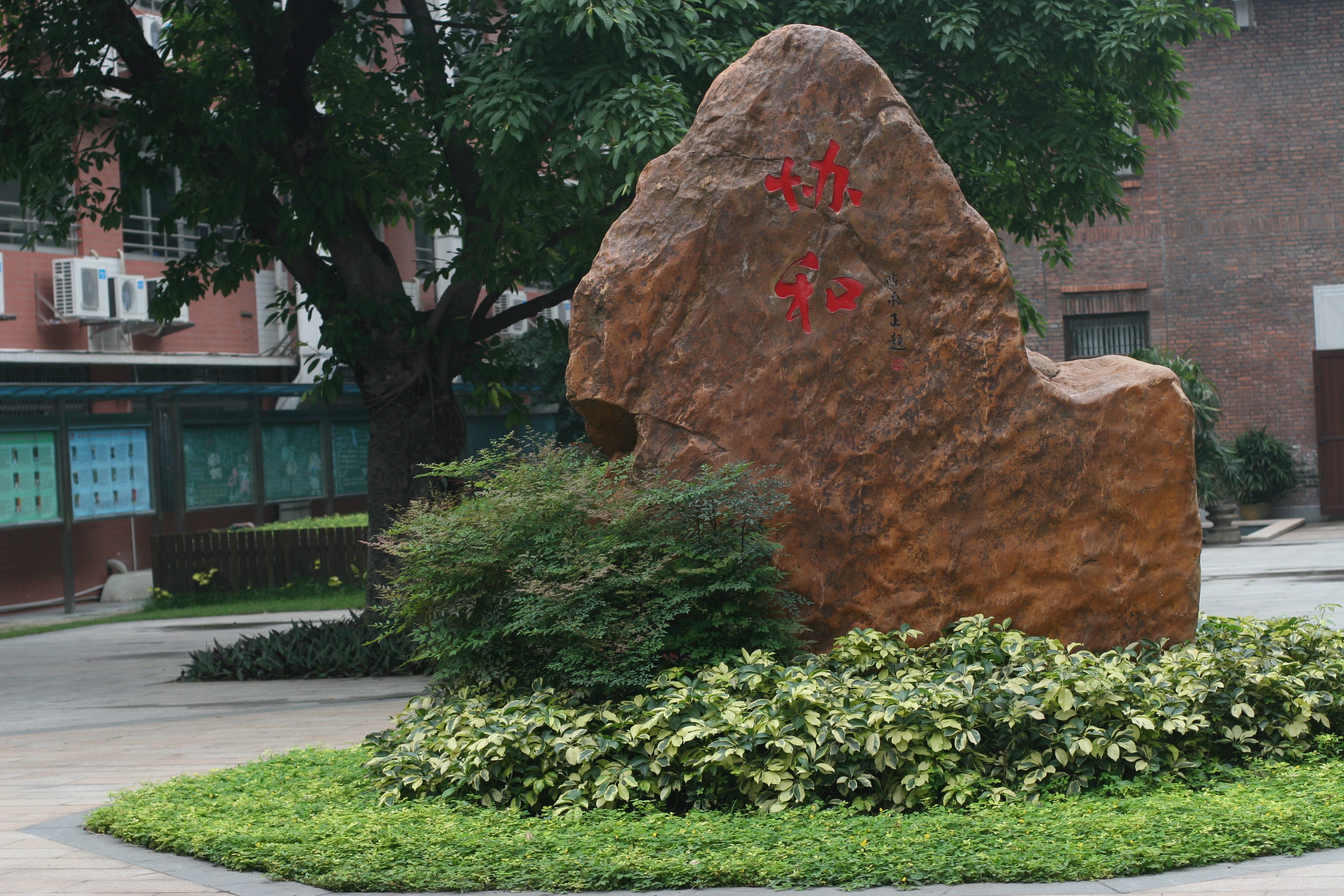
校门正对着的协和石

广州市协和学校中学部现有教职员工261人（专任教师205人）。专任教师中有广东省特级教师2人，高级教师65人，研究生学历（含教育硕士等）85人，国家、省、市优秀教师40余人，学科评委会专家50余人。
值得一提的是，轮滑球、曲棍球是协和中学的特色运动。目前学校已为国家培养了运动健将15名、一级运动员38名、二级运动员60多名。学校曾于2010年承办了全国单排轮滑球锦标赛，并获得成年女子组冠军等7个全国荣誉。
自2007年起，协和中学每年10月国庆假期期间都会从高一年级选出十余名学生前往位于香港的兄弟学校中华基督教会协和书院访问交流。香港协和书院也会于次年复活节假期期间组织学生回访。

## 大事记

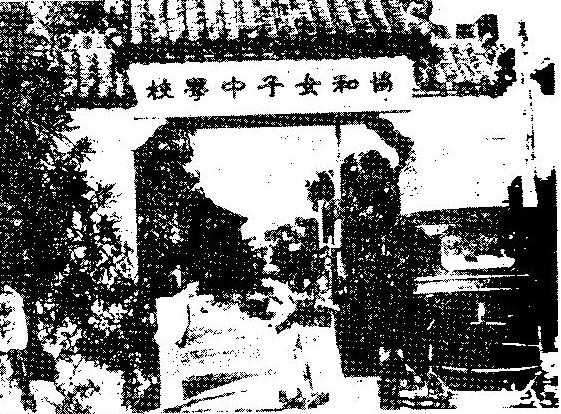
女子中学时期的校门

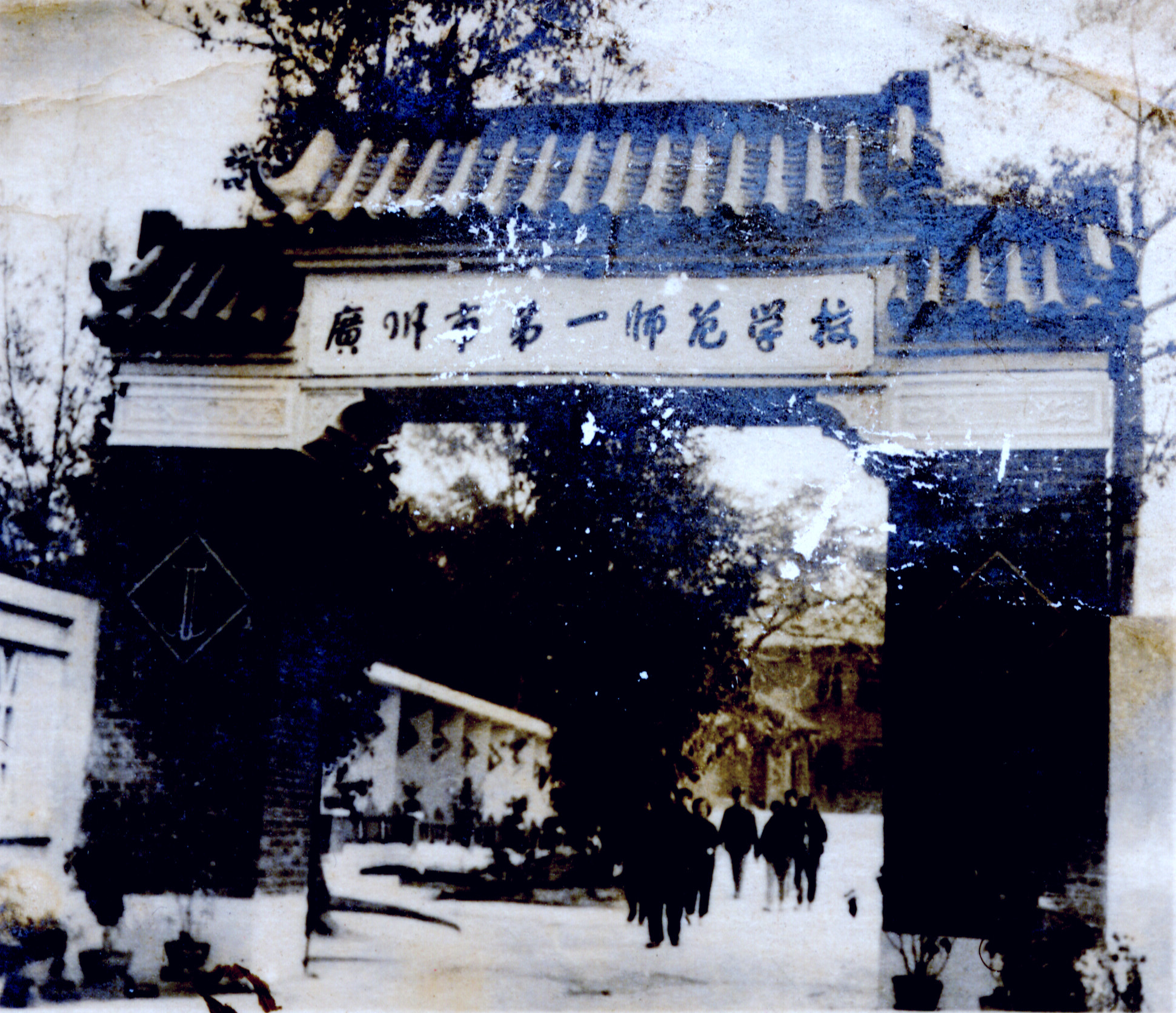
第一师范时期的校门

### 协和起源：中华民国时期
- 1911年9月，美国教育家碧盧夫人（Mrs. Jeanie Bigelow）于广州西关逢源街长老会礼堂创立慈爱保姆传习所，首创幼稚园和幼稚园师范班，致力幼儿教育工作。[3][4]
- 1916年9月，经碧卢夫人与那夏理女士协商，真光书院（现广州市真光中学）的师范班并入慈爱幼儿师范，慈爱幼儿师范改名为协和女子师范学校，校训“尔识真理，真理释尔”（When you know the TRUTH, the TRUTH set you free）。增设小学师范科。[3]
- 1921年，经美国长老会、同寅会，加拿大长老会、新西兰长老会的资助，学校选址广州西村买地50余亩新建校舍（现协和中学），并于翌年迁入，同时附设幼稚园和小学。[4] 其后碧卢夫人回美，毕蕙馨女士（Miss Lulu Patton）、刘信恩女士（Miss Edna Lowrey，任期1916年－1929年）及韩学道女士（Miss ADHancock，任期1917年－1923年）相继担任校长。[5]
- 1931年，协和女子师范重新组织校董会。[3][6]中华基督教会广州协会加入赞助。[5]
- 1932年2月，获美国密执安大学教育学硕士学位的廖奉灵（1903年－1994年[7]）出任协和女子师范首位华人校长（任期1932年－1948年），筹募经费，扩建校舍，增加设备，重视教学效果，校务迅速发展。[3]
- 1935年，遵照中華民國教育部关于私人不得办师范学校的规定，改设为兼有高中的完全中学，校名为私立协和女子中学校，招收高中普通科。同时幼稚师范班和附属小学获政府批准继续办学。[4]
- 1937年，抗日战争爆发，廖奉灵校长率领师生在暑假结束前迁校台山县公益埠借用当地胥山中学部分课室继续办学，并进行抗日宣传及募捐活动。[8]
- 1938年寒假，因在台山受到战争威胁，廖奉灵校长决定迁往澳门。[9]
- 1938年2月5日，协和在澳门复课，招收中学生和师范生，同时加办小学和幼稚园。
- 1945年，抗日战争结束，学校迁回广州复校，暂驻丰宁路（今人民路）女青年会。[3]
- 1947年，学校迁回西村原址复课。[3] 同年，校长廖奉灵女士与与美传教士施礼嫦女士（Mrs. Schaefer）前往香港策划设校，租用九龙根德道22号作校址。“协和”之名开始传播到香港。[5][8]

### 市立师范
- 1921年10月12日，广州市市立师范学校在永汉路（今北京路）粤秀书院校舍开办，杜定友任首任校长。
- 1922年11月，教育部颁布新学制。翌年，市立师范学校改行新学制（六三三制）。[6]
- 1931年7月，林砺儒先生（后任中华人民共和国教育部副部长）接任市立师范学校校长。
- 1945年冬，国民政府要复办市师，因原址在抗战期间已夷为平地，故复办后的市师改在西华路原市立五十一小学（现四中）。当时开设普师部、简师并附设初中部，校长是任毕明。

### 合并：中华人民共和国时期
- 中华人民共和国建政后，1949年10月18日，中国人民解放军广州市军事管制委员会成立，军管会文教接管委员会派接管小组接管了市教育局（後成立广州市文教局），并陆续派员接管各学校，随后市立师范学校被改名广州粤秀师范学校。
- 1952年，协和校长廖奉灵主动向当局献出协和私立中学（包括师范、中学、附属小学、附属幼稚园），并建议使用现有设备专办师范学校。广州市当局批准了她的请求。[10]同年，市政府决定将粤秀师范学校与真光、美华、导正合并，在协和原址办师范，协和私立中学和美华中学均成为粤秀师范校舍，西华路原校舍拨归广州市第四中学。协和改成师范后，师范部的师生大部分都留下继续任教、就读，中学部的学生转到其他中学继续学业。
- 1953年，省立第一师范撤销，改为粤秀师范附小。不久，粤秀师范易名广州师范学校。[11]
- 1956年，广州师范学校分割为广州第一师范学校（原广州师范学校）、广州第二师范学校、广州幼儿师范学校。[11]
- 1965年，幼儿师范学校幼师部并入第一师范学校。[11]
- 1968年3月，学校歌名委员会成立。翌年冬，迁校广州从化县吕田山区接受培养广州市中、小学教师的任务。[11]
- 1973年，学校易名广州市师范学校，并于同年至1978年期间二度迁至近郊瘦狗岭。期间方炳辉、陈少华、廖惠卿等先后出任革命委员会主任和党总支书记。[11]
- 1978年8月，学校回迁广州西村原址。此期間校長羅文運出任校長。[12]
- 1981年，广州外国语学校并入，调进了大批高素质的外语教师。[12]
- 1982年，根据教育部“拨乱反正，提高教育质量”的精神，普师又一次试行四年制。同年恢复师范学校附属小学。[12]
- 1985年4月，广州市人民政府复函，批准广州市师范学校学制改四年制为三、二分段五年制，并报教育部备案。
- 1986年9月1日，广州市师范学校专科班开学，并受市教委的委托，从1986年起，担负起广州高等师范专科学校音乐、美术、体育三个专业的办学任务。
- 1988年，师范学校被教育部评为“全国办得好的师范学校”。
- 1994年4月，经广州市政府批准，学校学制由“三、二”分段五年制改为“五年一贯制”。从应届初中毕业生中招生，经过五年培训，培养大专学历的小学师资。[13]
- 1996年，师范附小评为广东省一级学校、广州市示范性学校。[12]
- 2001年2月27日，广州市政府决定将广州市师范学校改办成普通高中，校名定为广州市协和高级中学。[14]

### 中学时期
- 2001年5月11日，学校正式由五年大专制的“广州市师范学校”转办为普通高中，更名“广州市协和高级中学”。蔡定基任协和高中第一任校长。
- 2001年7月11日，转制后的广州市协和高级中学录取了第一届251名高中生。
- 2002年5月1日，师范附属小学定名为广州市协和小学。[12]
- 2002年5月，学校接受了国家教育部和市教育局把招生新疆学生到发达城市学习的任务。同年9月1日，第一届新疆班学生在协和开学。[14]
- 2005年12月，学校通过“广州市一级学校”评估。[14]
- 2006年6月，学校通过了省一级学校评估。
- 2007年4月，学校通过“广东省国家级示范性普通高中初期督导验收”。[14]
- 2008年5月，学校通过“广东省普通高中教学水平评估暨广东省国家级示范性普通高中确认验收”。[14]
- 2008年11月，学校被广东省教育厅批准为“广东省国家级示范性普通高中”。[14]
- 2009年2月9日，“广州市协和高级中学”正式更名为“广州市协和中学”，并于2月28日举行了“广州市协和中学更名暨广东省国家级示范性普通高中挂牌揭幕仪式”。[14]
- 2011年11月13日，广州市协和中学百年校庆活动于上午十点半在广州市协和中学举行。[14]
- 2016年9月，协和中学开始开设初中部[15]
- 2022年9月，原广州市协和中学与广州市协和小学进行合并，新称“广州协和学校”。[16]

## 建筑
协和堂

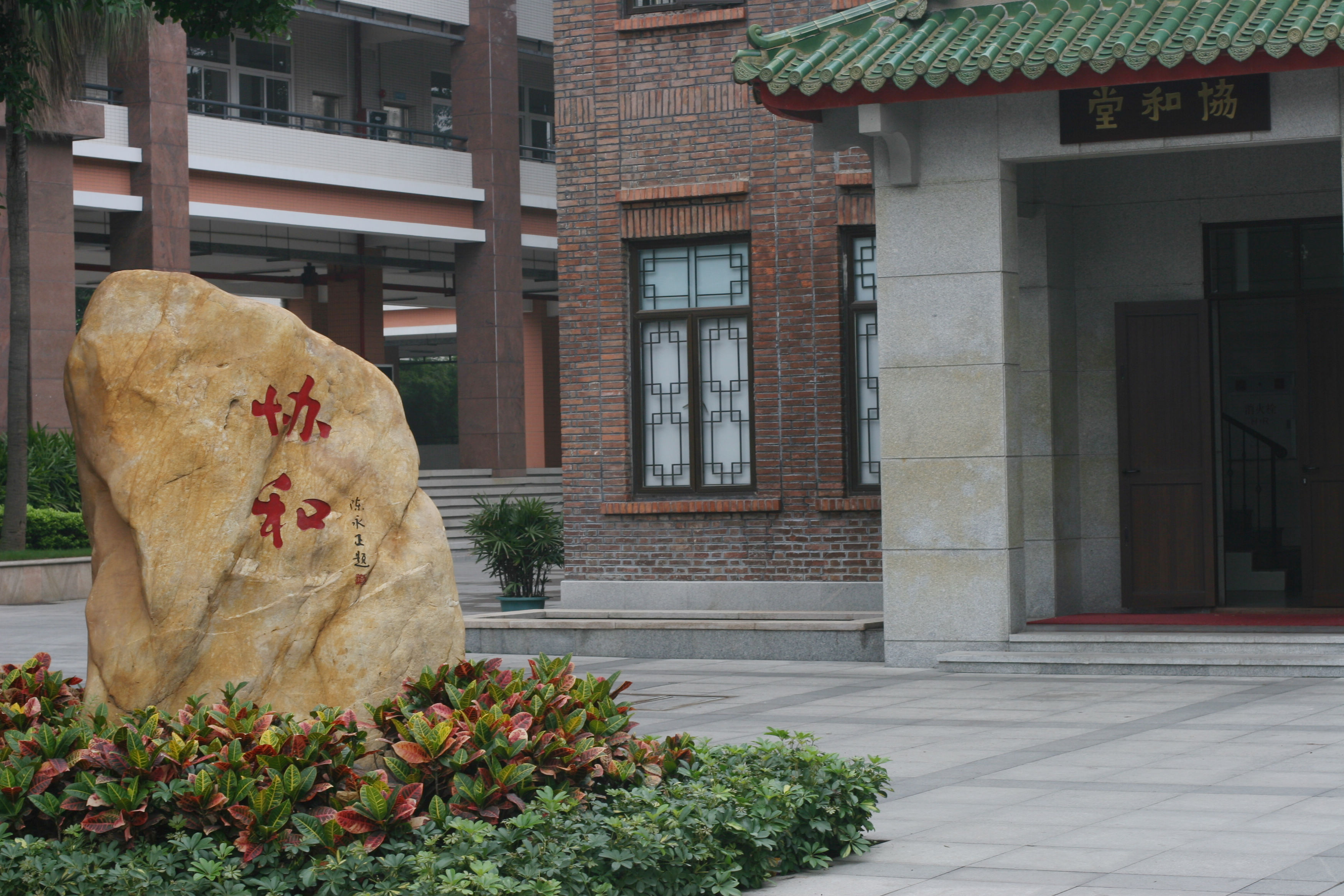
协和堂（摄于2009年）

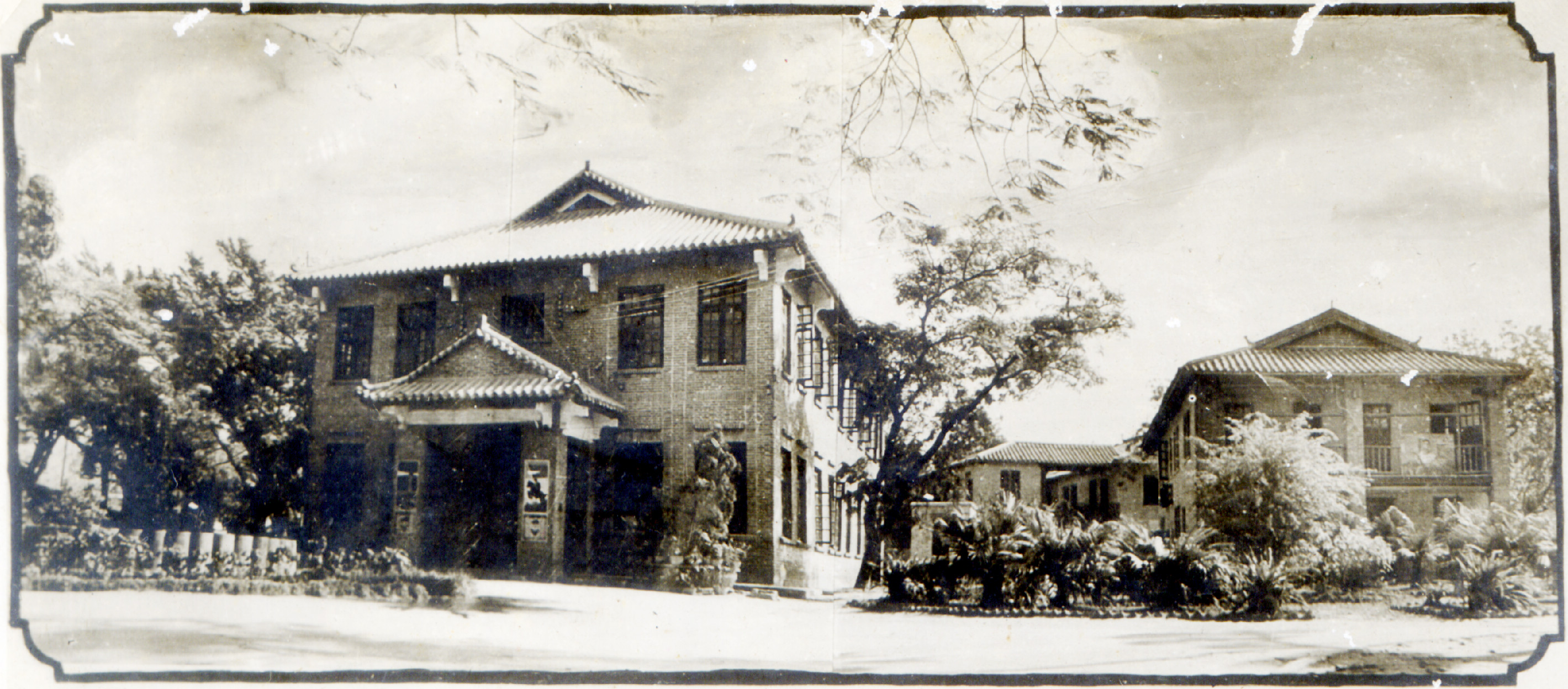
第一师范时期的协和堂（摄于1960年代）

建于1932年，学校行政办公场所，亦是校内历史最悠久的建筑之一。曾于抗日战争时期被毁。
师源楼
始建于20世纪80年代，是师范时期的主教学楼、实验楼和广州市小学教师培训中心，由北翼和南翼两座相连的教学楼组成，两楼于东侧中庭相连，现全部为高三级使用。北翼主要为文科班教室及实验室；南翼是理科班教室和教师办公室；中庭主要为办公室或会议室及少数班级的教室。中庭顶楼是一个半球形屋顶，内为地理功能室。大楼包围区域内的地面设置三个橡胶地面的篮球场。命名“师源楼”，是为纪念师范学校1921年至2001年期间的办学历史。
大楼曾于2006年进行了重新改造装修以适应高三级教学、实验之用。2010年又对各条楼道的地板和墙壁进行了翻新，并对部分实验室进行了改造。
德山楼
前身为建于1948年的德山堂，于2004年拆除重建为现代化教学楼，主要为高一和高二使用。大楼分为北翼、中庭、南翼三部分，相互之间以连廊相接。北翼为实验室和计算机室等功能教室，中庭为办公室和一部分功能室，南翼为教室。
2009年年初，为了使南翼靠近西增路一侧的教室得以免受汽车噪音干扰正常使用，学校在南翼东侧的走廊装上了隔音玻璃窗和吸音天花板。
吕田楼
始建于20世纪80年代师范时期，是位于师源楼西面的一座功能教学楼。楼高四层，一楼为木地板篮球场，二楼为乒乓球馆及音乐教室，三楼为琴房和舞室，五楼为画廊和美术教室。以“吕田”命名之，是为纪念师范学校1969年至1973年三年于从化吕田闪去办学的历史岁月。值得一提的是，音乐教室与乒乓球馆虽位于同一层，但其主体结构悬挂于乒乓球馆内顶部，因此入口比乒乓球馆要高，每天在乒乓球馆总能听到上面传来优美的歌声。
大楼曾于2004年进行过重新改进、装修，并于2010年对音乐教室和乒乓球馆进行了大规模的翻新。

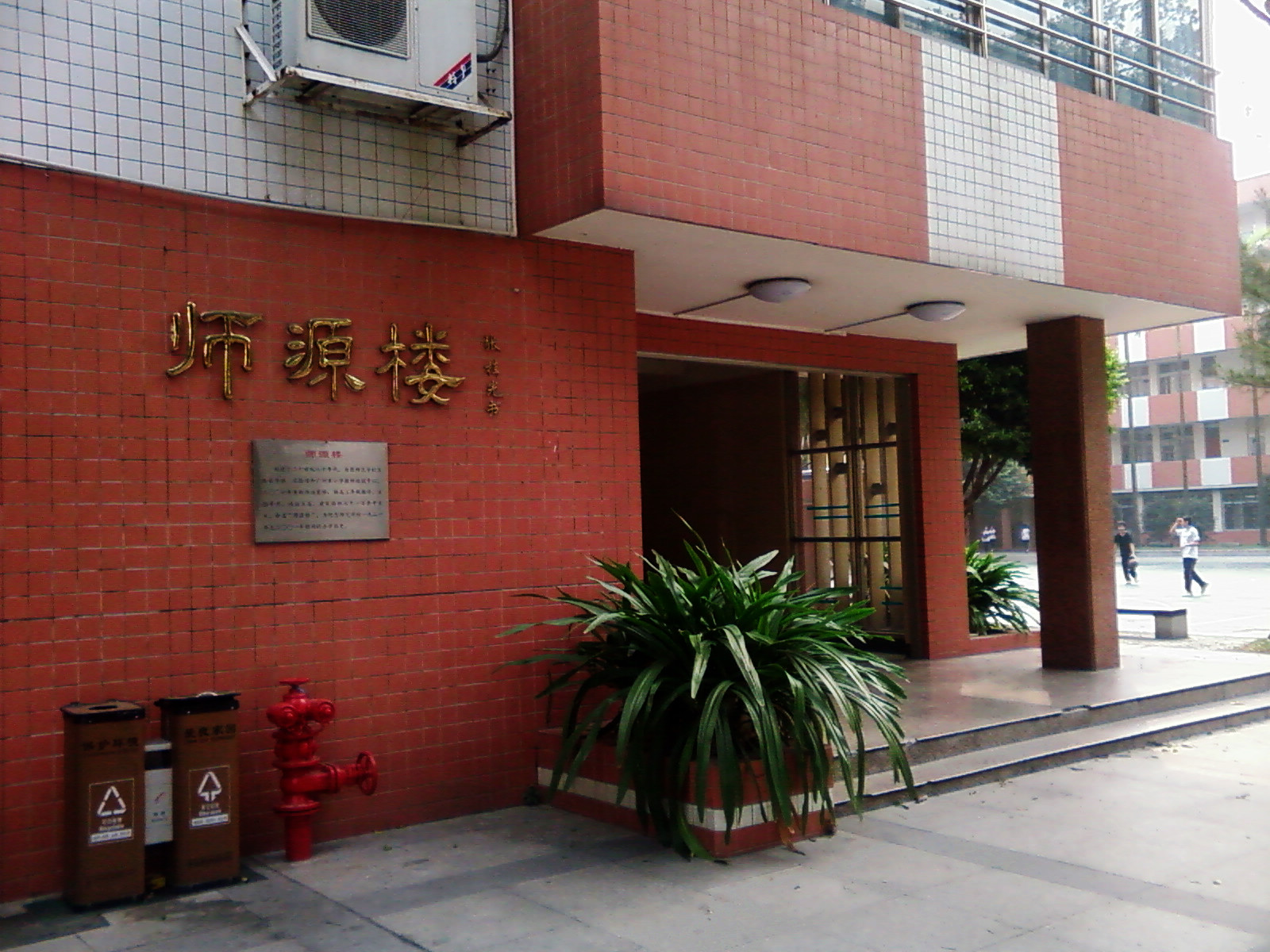
师源楼（摄于2010年）
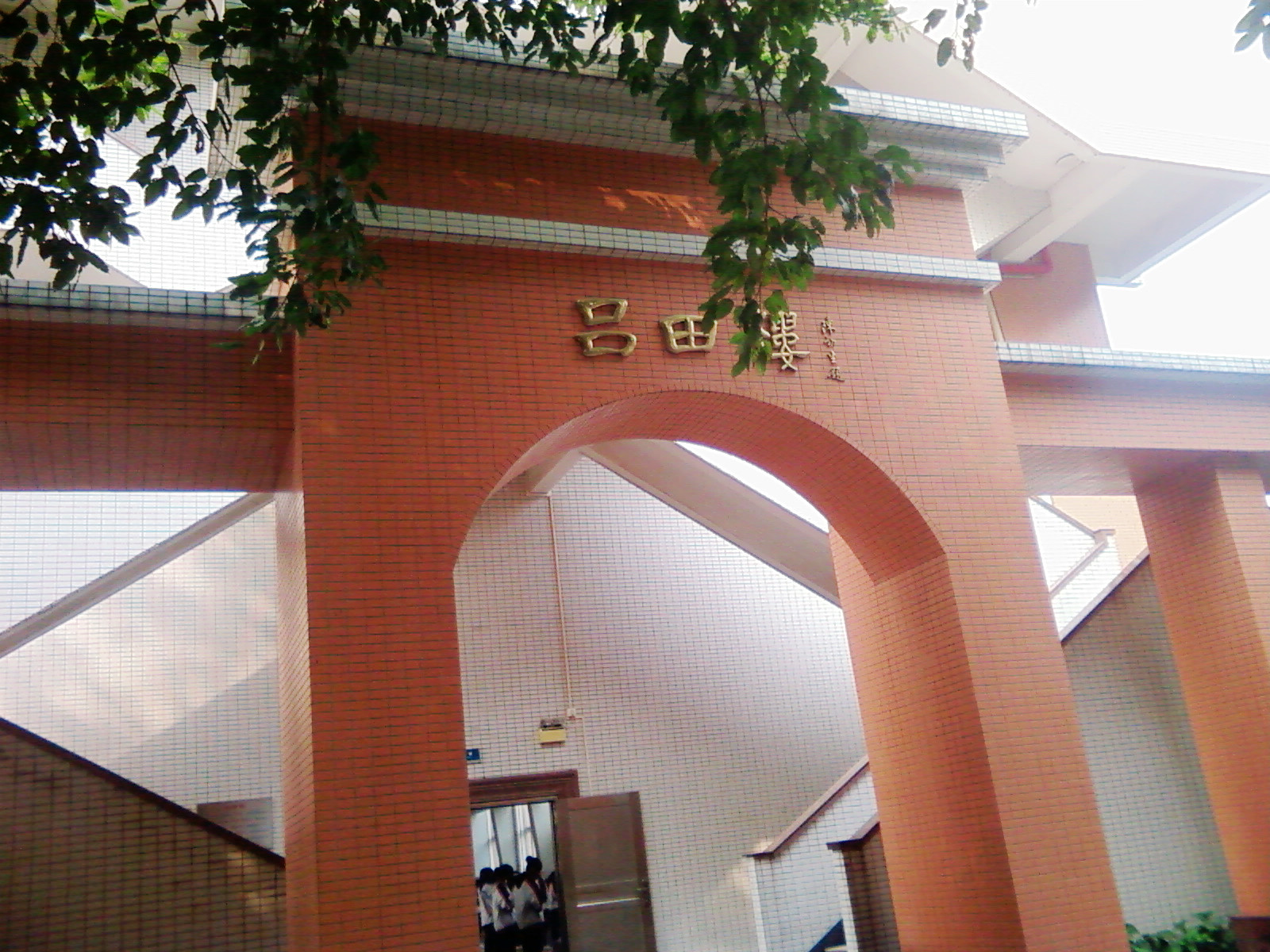
吕田楼（摄于2010年）

同寅楼
前身为建于1946年的同寅堂，原本是一座曲尺形的老式砖木建筑，曾被作为教学仪器厂的生产车间，于2003年原址拆除重建后改为现代化的新疆宿舍，俗称新疆楼，位于德山楼北侧，主要供新疆学生居住。亦有部分高一女生被安排在此住宿以缓解坎拿大楼宿位紧缺的状况。
坎拿大楼
取名自英文（加拿大）。一楼为饭堂就餐区及小卖部，二楼以上为女生宿舍。2022年坎拿大楼装修，一楼小卖部迁去西门处。
纽丝伦楼
取名自英文（新西兰），原是一座建于1922年的木楼，作为教工宿舍和杂物仓库之用。20世纪90年代原址重建为楼高六层、建筑面积五千四百余平方米的公寓式宿舍，现一楼为饭堂购饭区及就餐区，二楼一部分为高三专用饭堂和教师饭堂。三楼以上为男生宿舍。
立基堂
位于校园最南端，为钢跨顶结构的木地板室内体育馆，同时兼作为礼堂使用。南侧一楼有设有木地板舞台，二楼为舞台音响灯光控制室；北侧为主要出入口，二楼设固定观众席。场馆四周均设有出入口，其中西侧的出口通向游泳池。
2010年初，全国轮滑锦标赛在协和举行，立基堂曾作为比赛场地之一。赛前及赛后场馆木地板皆分别因空鼓及磨损严重而进行了修复。
2011年暑假期间，学校对立基堂室内的地板进行了更换，由原来的木地板改为橡胶地面。
道恩堂
建于1925年，位于师源楼南面，以绿园与师源楼相隔，是为纪念协和第三任执行校长刘信恩女士（Miss Edna Lowery，任期1916年－1929年）和第四任校长韩学道女士（Miss ADHancock，任期1917年－1923年）而建。原为示范附小学生宿舍，后曾为图书馆、美术教学楼、实验楼。楼高两层，现一楼为校醫務室，二楼为心理辅导室及藝術課室。
道恩堂于2011年进行了较大规模的修葺。
碧卢堂
建于1934年，位于吕田楼南面、道恩堂西面，名字取自第一任校长碧卢夫人。碧卢堂建筑风格中西合璧，琉璃瓦楼顶，每层楼的墙面上均有一长排镶满绿色琉璃，门窗均是仿西式结构。現規劃為校史館。

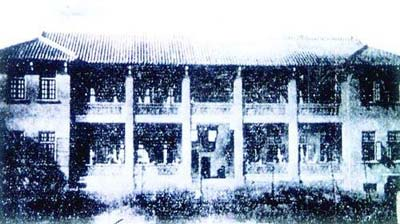
碧卢堂原貌
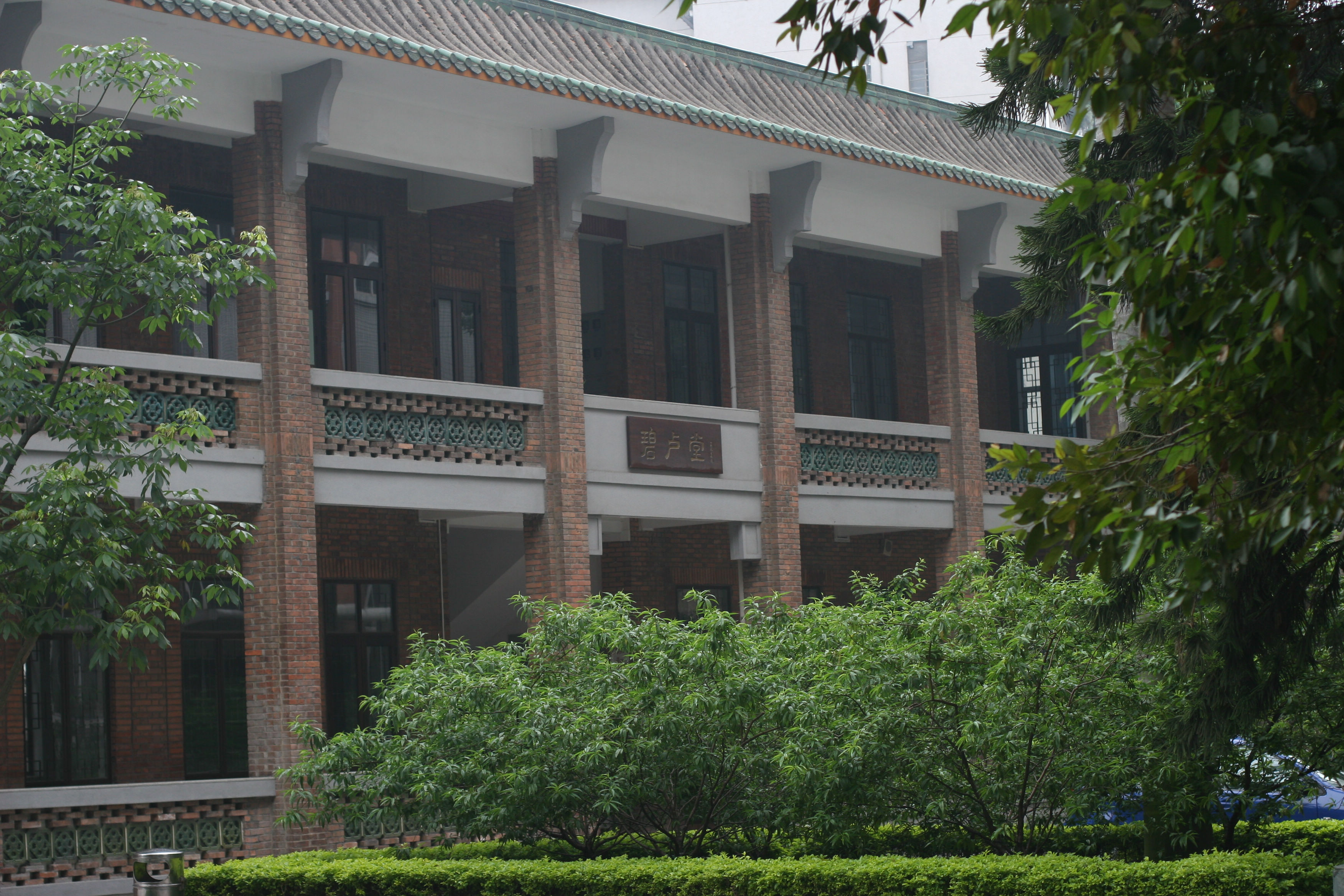
碧卢堂（摄于2009年）
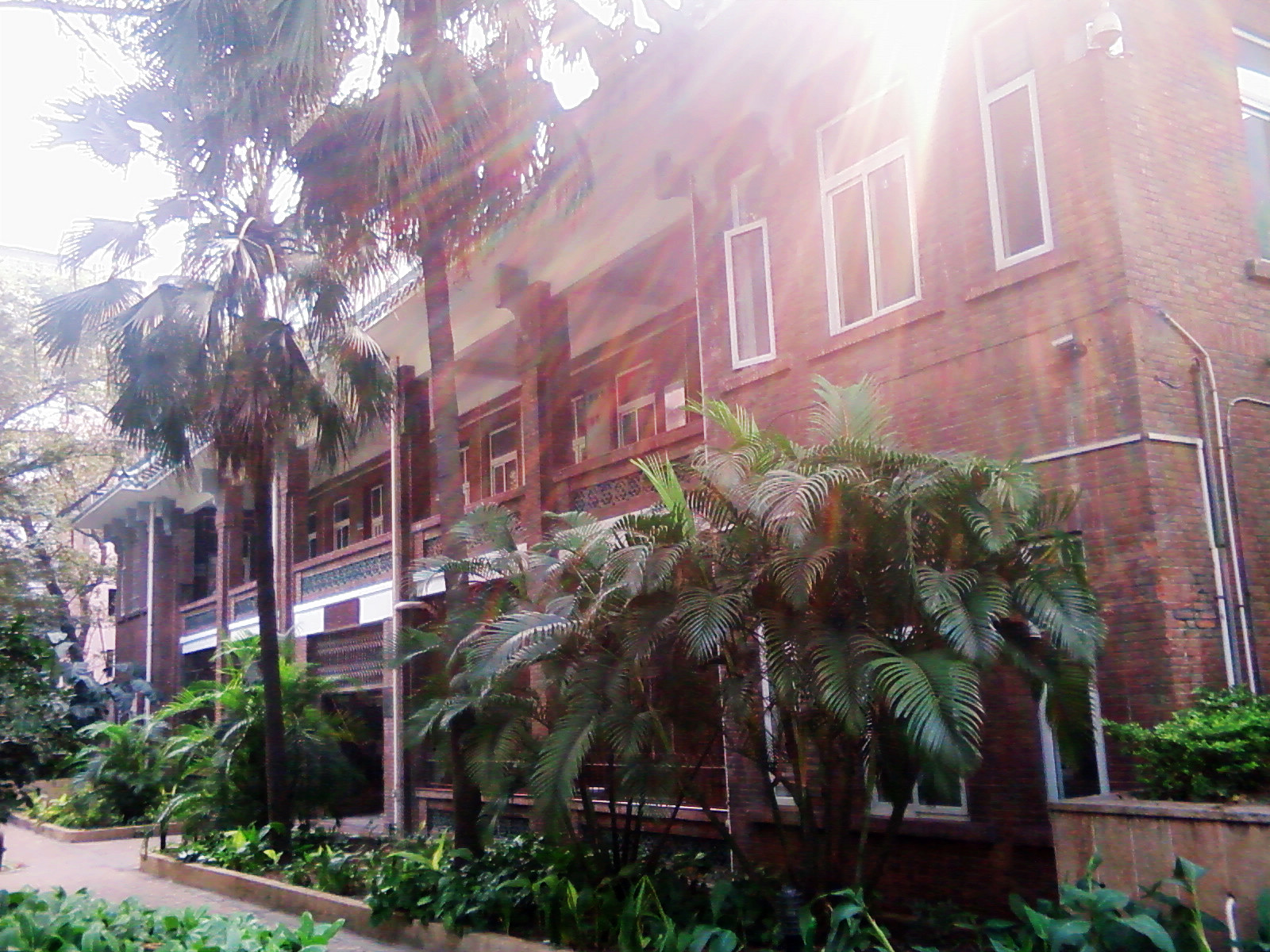
道恩堂（摄于2010年）

毕惠馨堂
建于1933年，名字取自第二任校长毕蕙馨女士（Miss Lulu Patton），是协和校园内目前仅存的砖木结构建筑。
2011年11月，毕惠馨堂被判定为危房并进行围闭大修。
奉灵堂、德山堂（已清拆）
分别为纪念首任华人校长廖奉灵女士与其父廖德山，已于2004年因德山楼建设需要拆除。
安妮堂（已消失）
在抗日战争中于1937年12月24日被炸毁，不复存在。
校办印刷厂（已清拆）
原位于立基堂游泳池西侧，已于2013年拆除，原地块将建宿舍楼。

## 道路

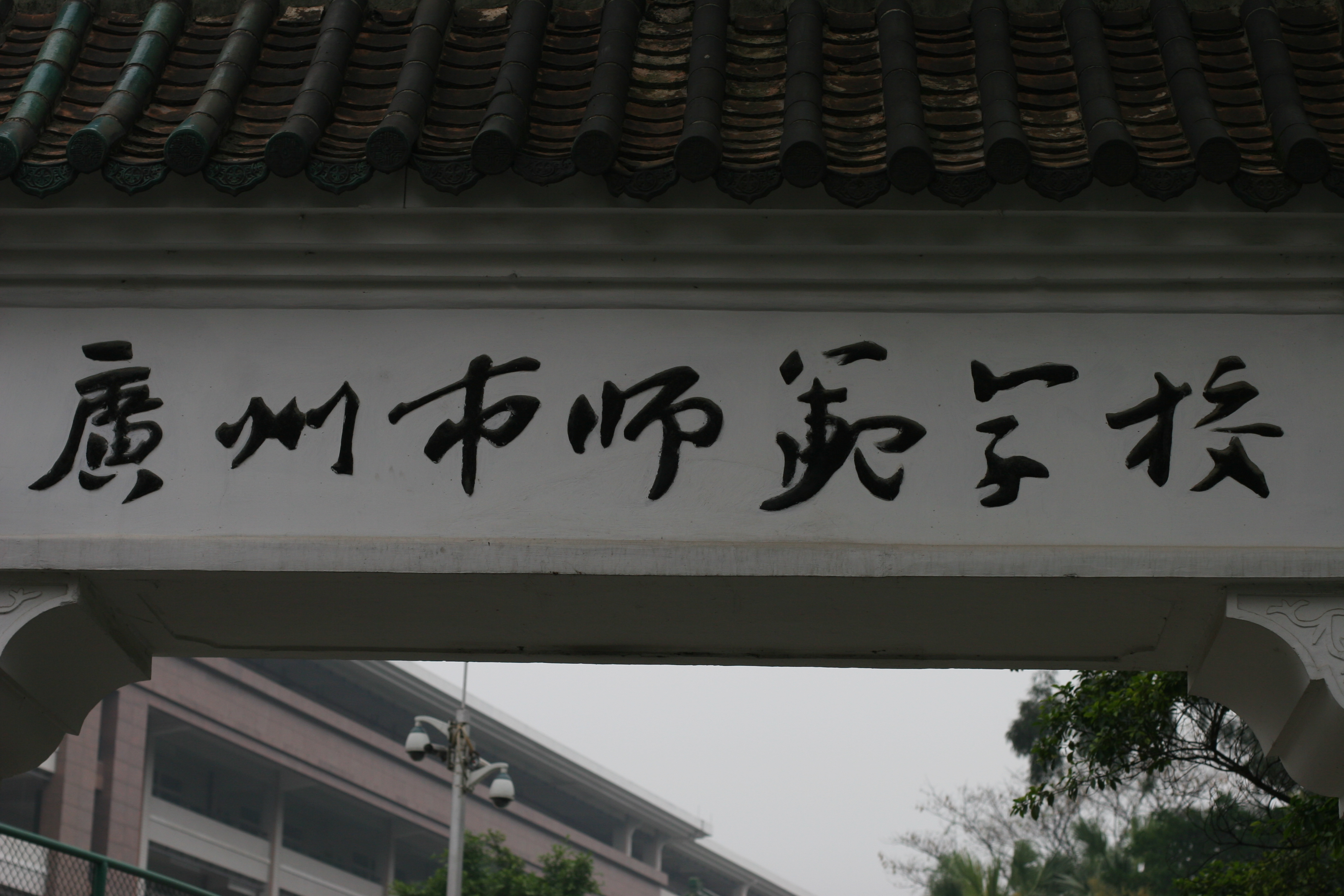
有节门（摄于2009年）

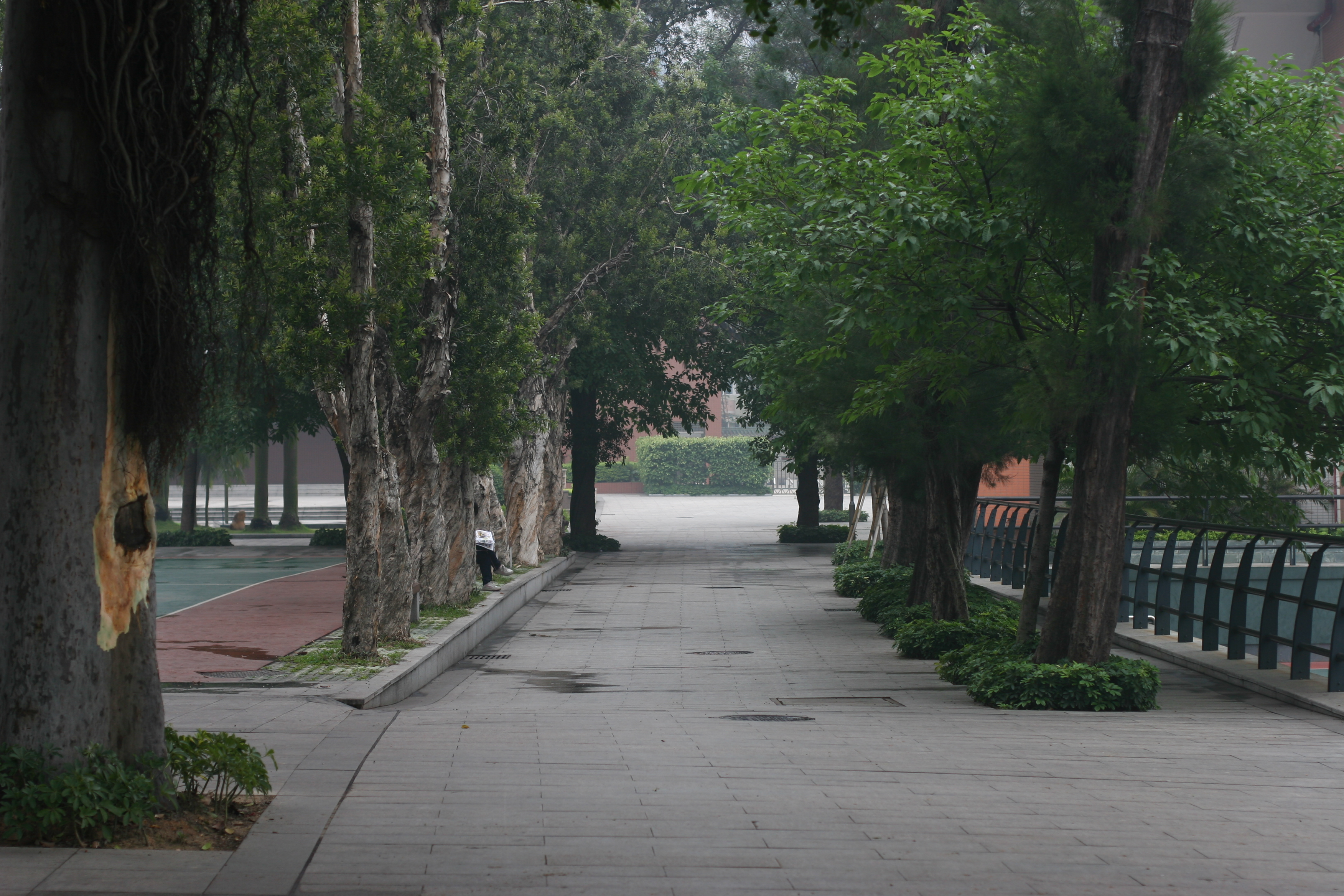
修远路（摄于2009年）

- 福华门：现学校正门（东门）。位于校园东侧，临近西增路。师范时期为后门。
- 有节门
- 修远路：南起立基堂前的时间广场，北至坎拿大楼，是贯穿校园的主要干道，也是唯一一条南北走向的校道。
- 协和路：东起福华门（正门），西至有节门（后门），贯穿校园，在协和堂门前与修远路相交。
- 明德路

现后门（西门），旧时的师范学校正门。至今保留有师范时期的门坊，上书“广州市师范学校”。

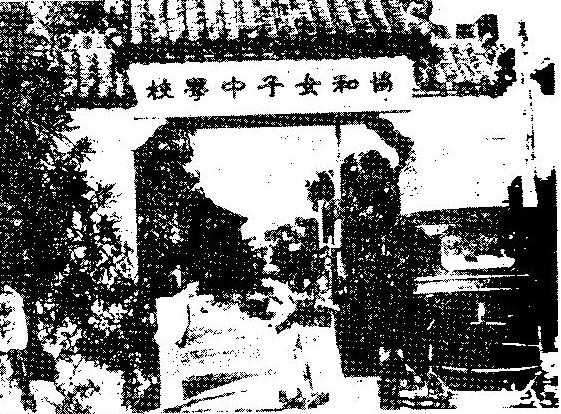
女中时期的有节门
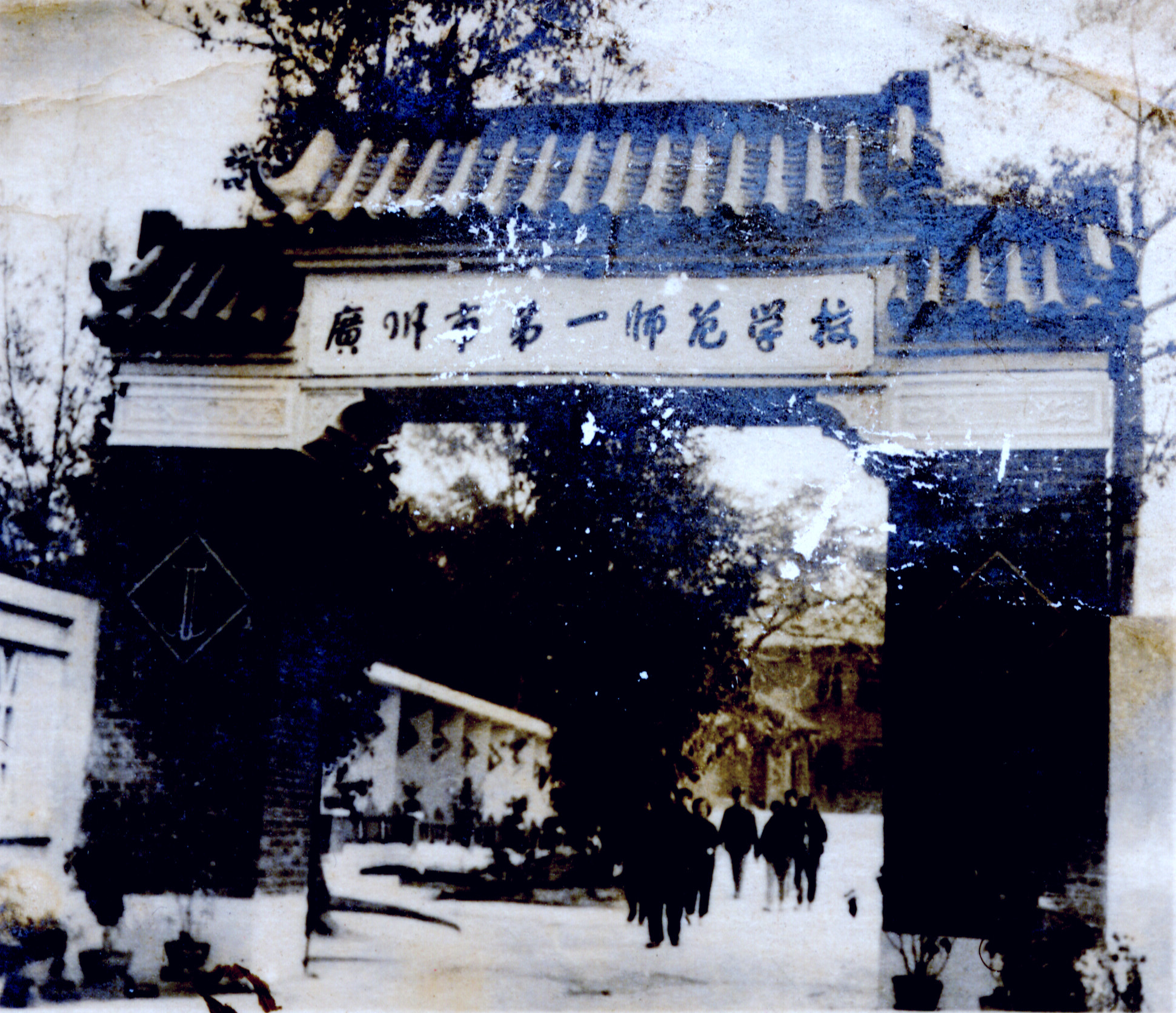
一师时期的有节门 （摄于1963年）
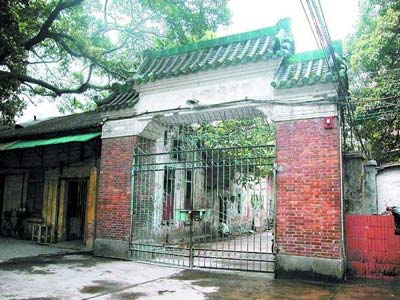
修葺前的有节门

## 园林
奉园

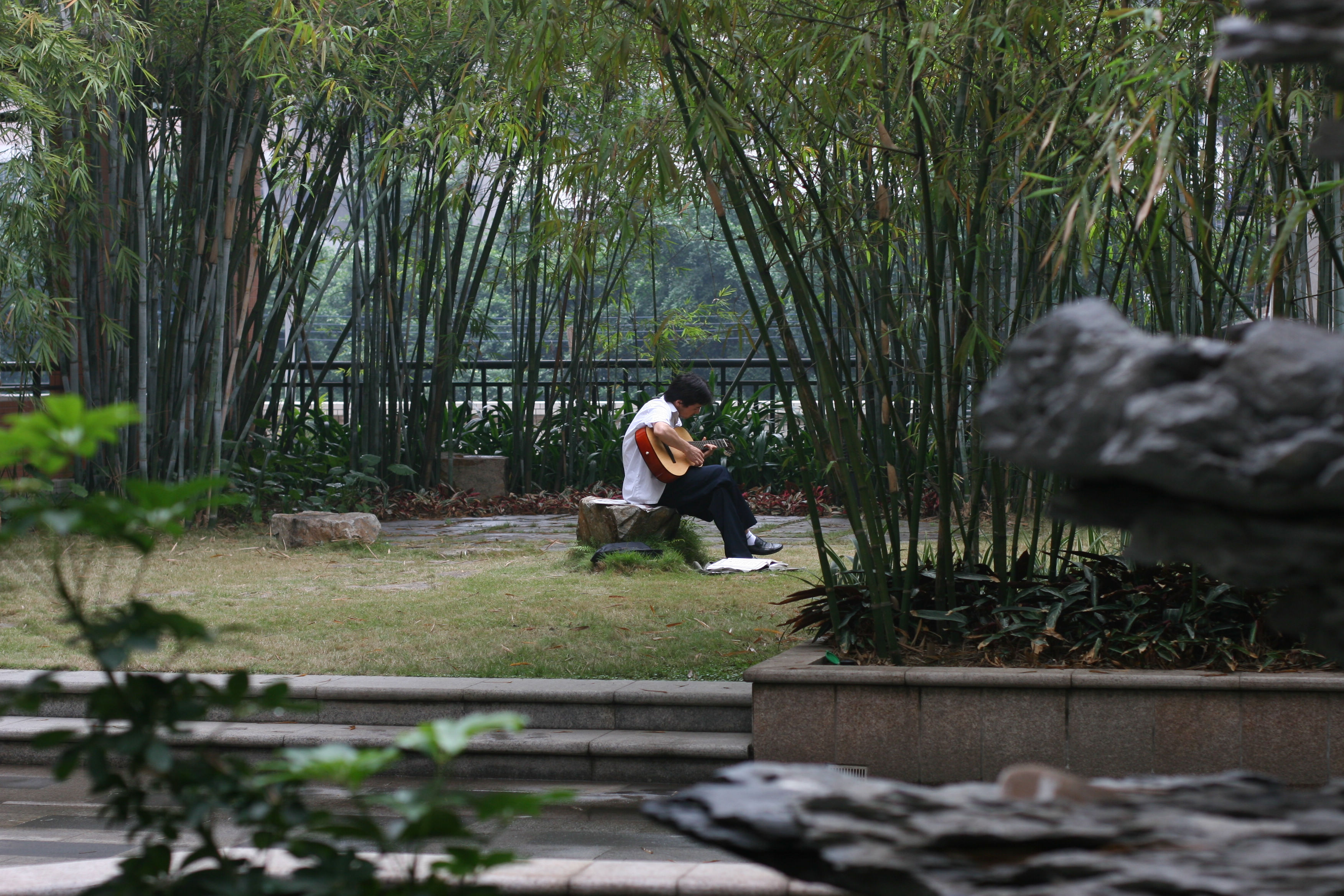
翠园（摄于2009年）

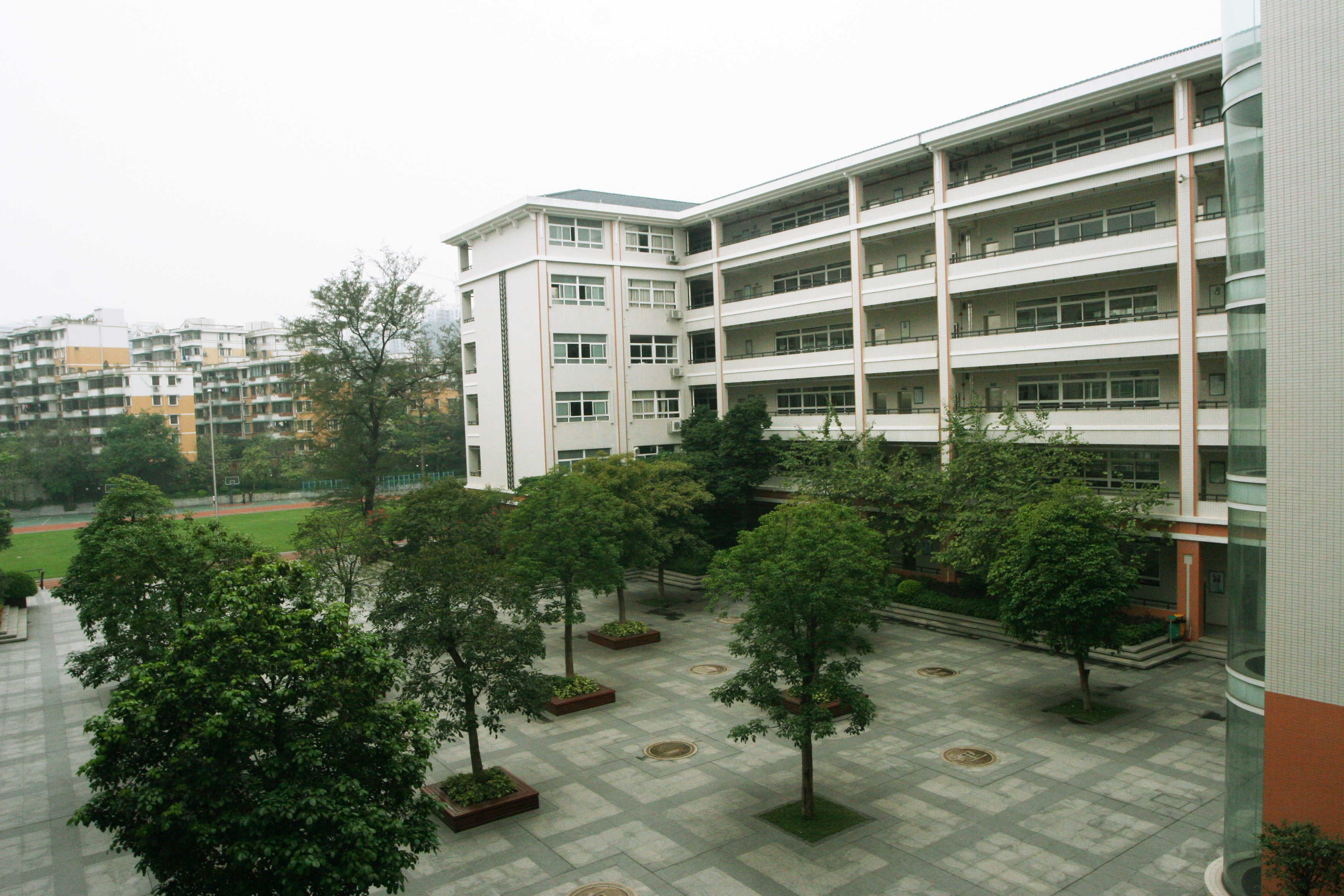
中心广场（摄于2009年）

特色植物园。位于新校门（福华门）内南侧，占地约4000平方米，园内放有廖奉灵校长的雕像。园景题词为“高山流水”，意为“高山流水遇知音”。
绿园
生态科技园。位于师源楼南翼与道恩堂之间。园景题词为“水绿意韵”。
陶园
桃李树木园。位于碧卢堂周边。园景题词为“碧庐闻香”，涵意为“碧庐闻书香”。
静园（已清拆）
热带植物园。位于坎拿大楼与纽丝伦搂之间，园景题词为“椰林絮语”。原为少量树木及木地板等装饰，已于2013年拆除填平。
和园
果树园。位于同寅楼（新疆楼）与家属区之间。园景题词为“果煦畦香”。
趣园
盆景园和竹园。位于德山楼中庭一楼平台。园景题词为“大千盈尺”。
瘦园
原生态自然区及自然湿地。位于德山楼北翼与同寅楼之间。依东西走向的狭长土岭而命名。亦为纪念师范学校在瘦狗岭办学的那一段经历。园景题词为“雨林溶翠”。
芃园
学生生物实践活动区，位于福华门附近、德山楼以东至围墙的协和堂南侧一狭长地带，院内设有植物培植温室供学生学习。
萃园
位于协和堂与师源楼之间的小园林，栽培兰花和小型蕨类，园景题词为“留听小偶”。

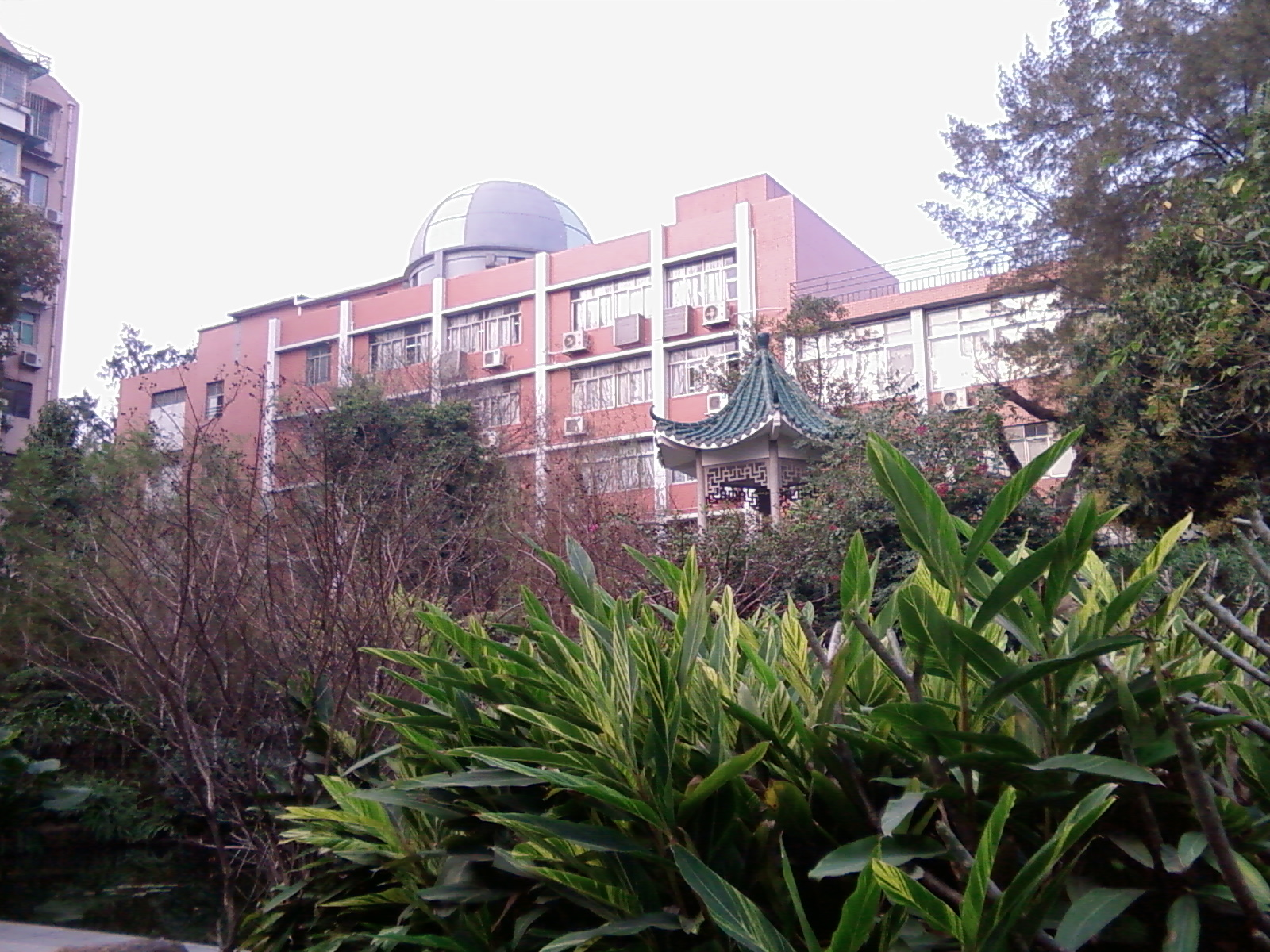
奉园（摄于2009年）
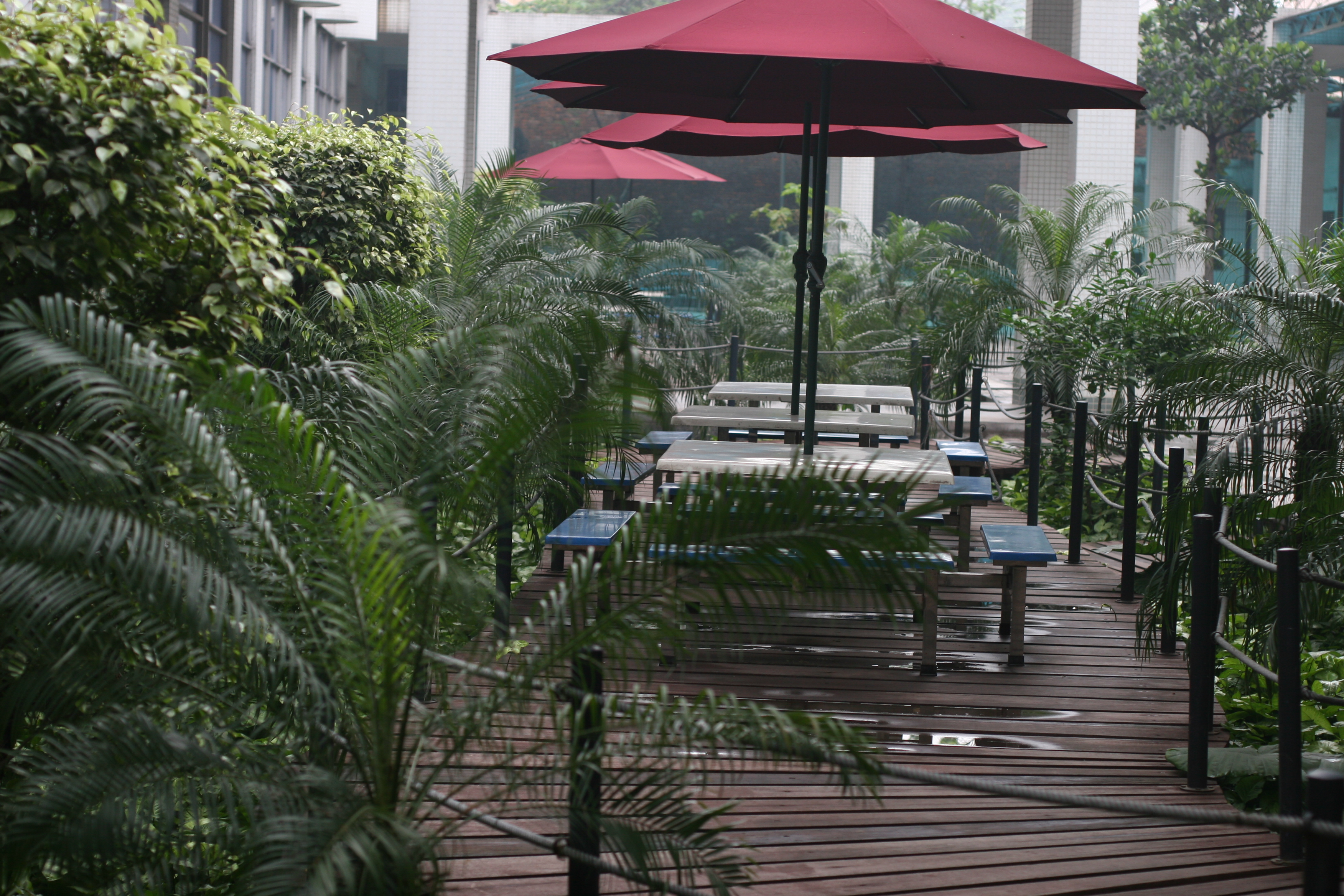
静园（摄于2009年）
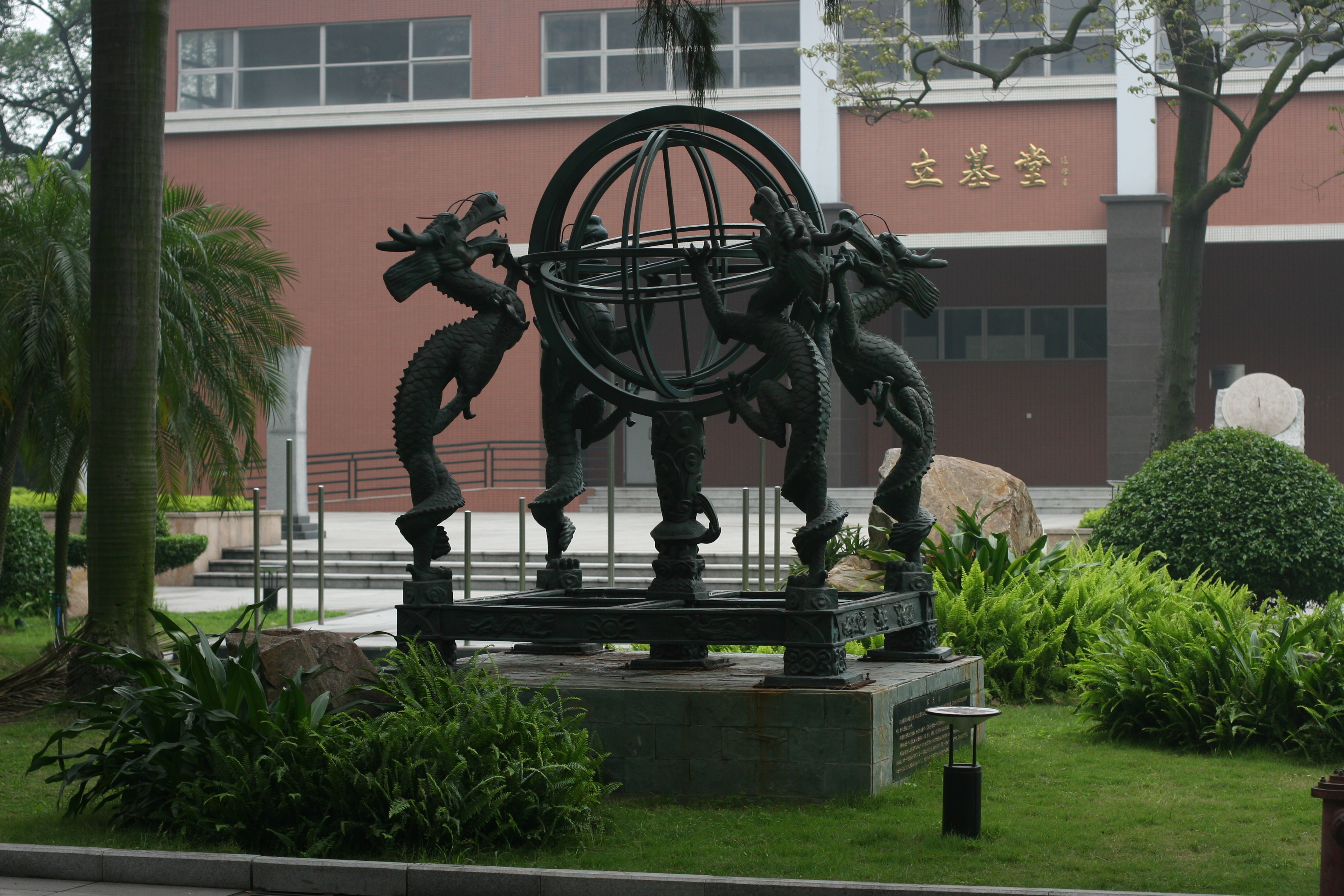
时间广场（摄于2009年）

协和广场
大型乔木区。协和堂以东，与学校主入口相连，座落在步级的尽头。广场中央立一石，上书“协和”二字。
中心广场
人工林区。位于在德山楼中央，其东、南、北三面被德山楼环抱，地面刻有“尔识真理真理释尔”八字真言。西面是学校田径运动场，是学校升旗、集会、教学活动中心。
时间广场
时间园，草本植物区。位于立基堂、碧卢堂、绿园与师源楼环抱之地。
桃李园（已清拆）
位于校园东面修远路北侧，现中心广场位置，2005年因德山楼扩建整体拆除。

## 活动
定期组织的活动有：
校运会
艺术节
科技节

## 校歌
1949年后，广州协和校歌被取消。2001年恢复原校名时，中文校歌一起被恢复。广州协和现行校歌是在原版和香港协和版的基础上修改而成，但在歌词上已和原版有很大分别，原版和香港版都是以粤语广州话唱诵，但广州新版已被改成普通话，新歌词也以普通话音调编写。香港版中文校歌只在小学和幼稚园使用，中学书院则另外使用英文版校歌。原版校歌曾经也在澳门协和小学使用。

### 原版
鐘璃毓秀美景呼頌呼西山，青峨樂育春風化作雨無限。
為人，為神，為國，求善求美求真，
經營慘淡協力和衷，毋忘我協和創校之精神。
勉我協和同學，當奮勇前進。

### 香港修改版
鍾靈毓秀遠脈起西山之雲，春風時雨移澤香海之濱。
為神，為人，為國；求善求美求真，
協力和衷相愛相親，發揚我協和偉大之精神，
願我協和同學，宜砥勵切磋；好時光莫輕易放過；
奮前程，完責任，奏凱歌同聲讚頌，
同聲讚頌我母校協和！

### 刪改版
唯我民国肇造雄立宇宙中，我协和始建兮正与时同。
树国本，迪儿童，不忘先觉遗风。
华南幼教，我贤树先声，宏施教化兮复增高初中。
勉我协和同学，当奋勇前进。
卞璞经玉人之雕琢。
合新旧之红白同学，齐声赞颂。
同声赞颂我协和。
钟灵毓秀美景萃乎西山，菁莪乐育春风化雨无垠。
幼教女中师范，求善求美求真，
经营惨淡，协力和衷，毋忘我协和创校之精神。
勉我协和同学，当奋勇前进。
卞璞经玉人之雕琢。
合新旧之红白同学，齐声赞颂。
同声赞颂我协和。

## 邻近交通
地铁
- 广州地铁5号线、广州地铁8号线西村站

公交
- 富力環市西苑站